# Ahmed Fergag
Moussa Abdi, né le 16 décembre 1930, est un homme politique algérien. Membre du Front de libération nationale, il fut député de la troisième circonscription électorale de la wilaya de Chlef au cours de la troisième législature (1987-1992).